# ヤング・ポープ 美しき異端児
『ヤング・ポープ 美しき異端児』（ヤングポープ うつくしきいたんじ、The Young Pope）は、2016年制作のテレビドラマ。ジュード・ロウ主演兼・製作。脚本・監督はパオロ・ソレンティーノ。制作はHBOとCANAL+で、2016年10月21日から放送。全10話。
日本ではWOWOWプライムで2017年4月22日から放送（日本語吹替）。日本における初放送時の邦題は『ピウス13世 美しき異端児』。
2019年に続編となる『ニュー・ポープ 悩める新教皇』が制作された。

## 概要
アメリカ人で初めて就任したとされる架空のローマ教皇であるピウス13世の姿を描く。なお、教皇名のピウス13世はヒトラーやムッソリーニとの関係で批判を受けた実在の教皇ピウス12世の次代という意味合いがある。
当代を代表する映画スターのジュード・ロウが初めて主演したテレビドラマとしても話題となった。

## キャスト
※括弧内は日本語吹替
- ピウス13世 / レニー・ベラルド - ジュード・ロウ（森川智之[3]）
- シスター・メアリー - ダイアン・キートン（谷育子）
- ヴォイエッロ枢機卿 - シルヴィオ・オルランド（原康義）
- グティエレス神父 - ハビエル・カマラ（塾一久）
- デュソリエ枢機卿 - スコット・シェパード（咲野俊介）
- ソフィア - セシル・ド・フランス（水落幸子）
- エステール - リュディヴィーヌ・サニエ（三木美）
- カルタニセッタ枢機卿 - トニ・ベルトレッリ（堀越富三郎）
- マイケル・スペンサー枢機卿 - ジェームズ・クロムウェル（小島敏彦）
- トンマーゾ神父 - マーセロ・ロモロ（牛山茂）
- オゾリンズ枢機卿 - ウラジミール・ビビッチ（宮崎敦吉）
- アルマトゥッチ神父 - ジャンルカ・グイディ（落合弘治）